# Bareng (Sawahan)
Bareng is een bestuurslaag in het regentschap Nganjuk van de provincie Oost-Java, Indonesië. Bareng telt 3854 inwoners (volkstelling 2010).